# Памятник детям, погибшим во время Великой Отечественной войны
Памятник детям, погибшим во время Великой Отечественной войны — монумент на станции Лычково Новгородской области, посвящённый гибели ленинградских детей в годы Великой Отечественной войны.

## История
В начале Великой Отечественной войны, в июле 1941 года, из Ленинграда началась эвакуация мирного населения. В первую очередь, в тыл отправлялись дети. Детей вывозили из города, чтобы спасти, но некоторые, уехали навстречу своей смерти. Так случилось на железнодорожной станции Лычково, когда самолёты нацистов разбомбили эшелон с детьми из 12 вагонов. Сколько тогда погибло маленьких ленинградцев, неизвестно до сих пор. Живыми остались только 18 детей.

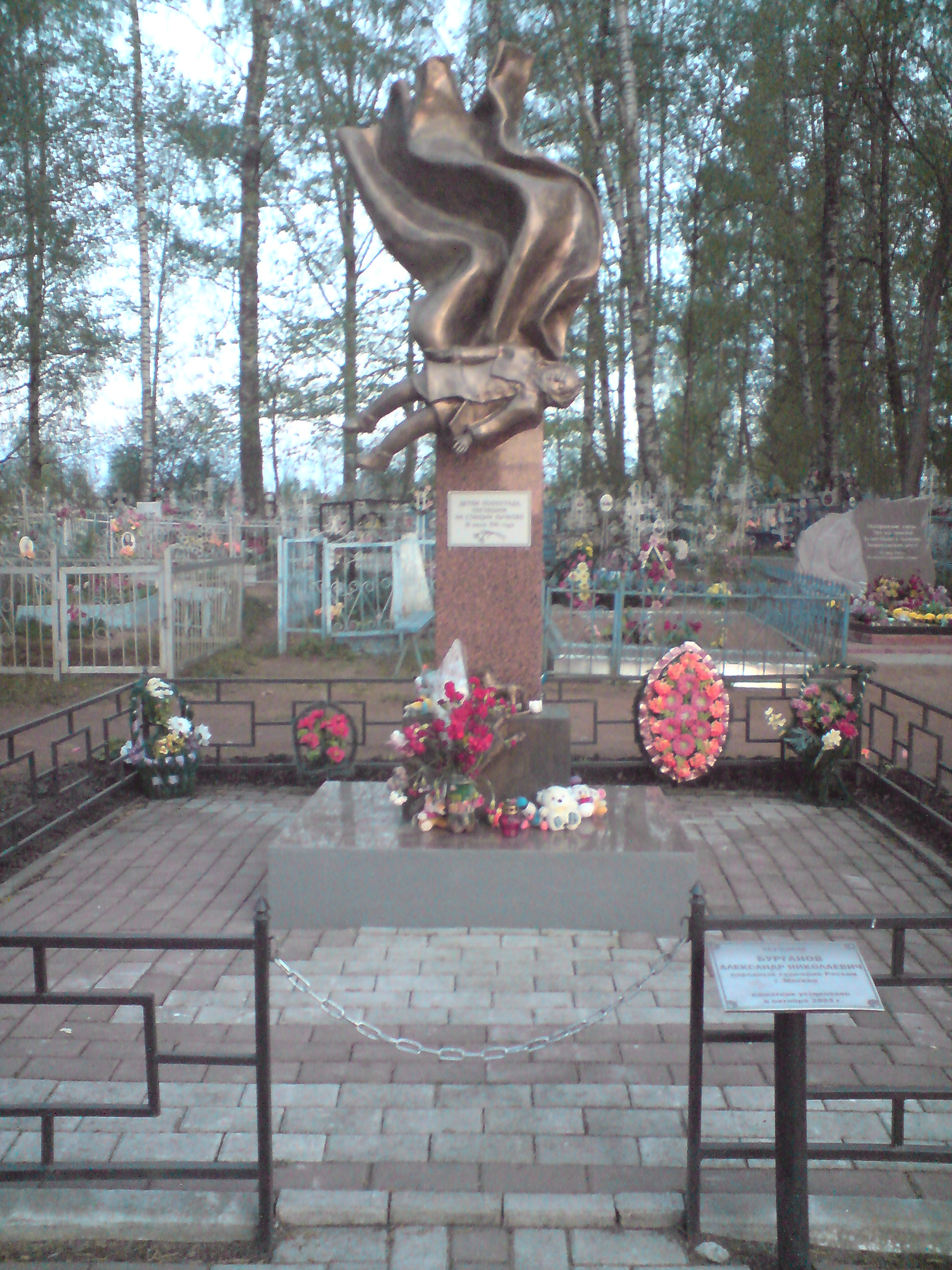
Памятник на лычковском кладбище работы Александра Бурганова

На фоне войны эти события были забыты. Но местные жители похоронили погибших детей на местном кладбище, где только спустя десятилетия — 9 мая 2003 года возле детской братской могилы был установлен памятник, созданный московским скульптором Александром Николаевичем Бургановым. Скульптурная композиция высотой около трёх метров состоит из нескольких частей: на гранитной плите установлено отлитое из бронзы пламя взрыва, подбросившего в воздух ребёнка; у подножия плиты — оброненные им игрушки.

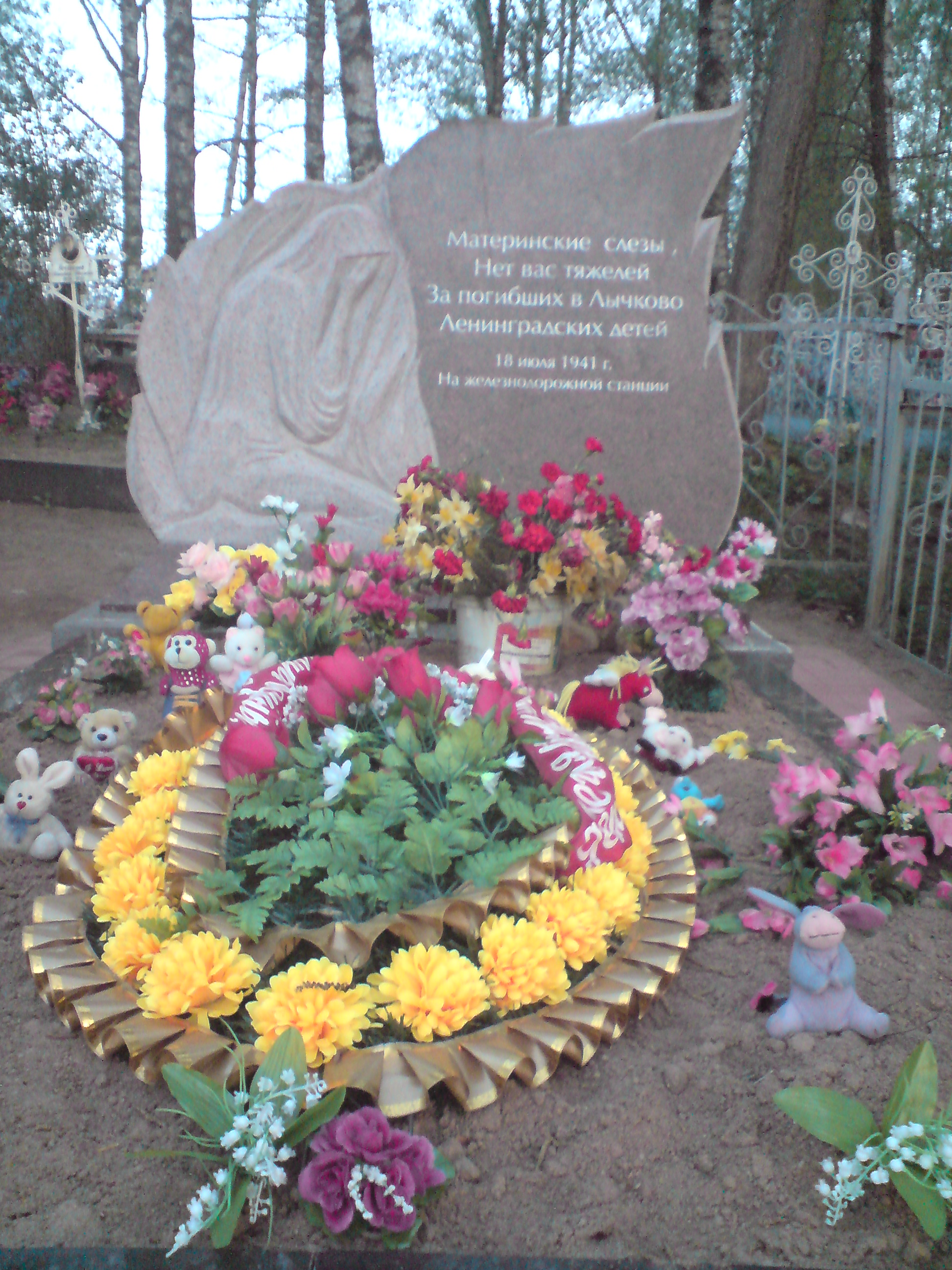
Памятник на могиле ленинградских детей

Забытое трагическое событие вызвало общественный резонанс — благодаря инициативе Лычковского актива ветеранов и жителей поселка, поддержке районного Совета ветеранов и местных властей, а также отклику многих организаций и частных лиц, 4 мая 2005 года, в канун празднования 60-летия Великой Победы в селе состоялась торжественная церемония открытия мемориала «Детям, погибшим в Великой Отечественной войне 1941—1945 гг.». На открытии присутствовали ветераны — очевидцы трагедии, члены официальных делегаций из Великого Новгорода, Москвы, Санкт-Петербурга, а также гости из других городов. Мемориальный комплекс представляет собой глыбу красного гранита весом в 13 тонн и высотой 3,5 метра. В неё вмонтирована бронзовая фигура девочки, левой рукой держащейся за сердце. В комплекс входит чёрный гранитный куб, на котором выбита надпись «Детям, погибшим в годы Великой Отечественной войны 1941—1945». Основание мемориала выполнено из чёрного полированного гранита, ступени и площадка вокруг него облицованы мрамором. Работу над монументом вёл волгоградский скульптор, народный художник России Виктор Георгиевич Фетисов.
4 мая 2009 года на Лычковском кладбище над братской могилой детей была открыта надгробная плита-памятник «Скорбящая ленинградская мать», изготовленный по инициативе школьников из Детско-юношеской общественной организации «Память сердца» петербургским скульптором Виталием Ниловым.